# 折冠藤属
折冠藤属（学名：Lygisma）为夹竹桃科的一个属。 分布于中国南部、印度尼西亚、马来西亚和喜马拉雅地区。

## 物种
本属包括以下物种：
- Lygisma angustifolia (Wight) Hook.fil.,喜马拉雅地区
- Lygisma calcicola (M.R.Hend.) Schneidt, Meve & Liede
- Lygisma flavum (Ridl.) Kerr，马来西亚半岛
- 折冠藤 Lygisma inflexum (Costantin) Kerr，越南、广东、广西、海南
- Lygisma nervosum Kerr，泰国